# 格拉本 (下奥地利州)
格拉本（德語：Grabern）是奥地利下奥地利州霍拉布伦县的一个市镇。总面积30.94平方公里，总人口1354人，人口密度43.8人/平方公里（2005年）。